# École Pratique d’Agriculture du Chesnoy
Le Chesnoy ist der heutige Name einer traditionsreichen Ausbildungsstätte für allgemeine und technologische Landwirtschaft (LEGTA, Lycée d’Enseignement Général et Technologique Agricole) in und um Montargis (Département Loiret) in der zentralfranzösischen Region.

## Geschichte

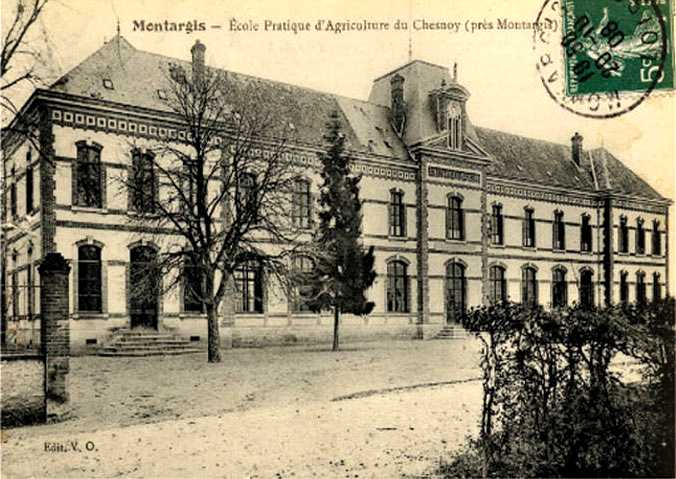
École Pratique d’Agriculture du Chesnoy (bei Montargis)

Im Jahre 1889 wurde in Montargis die École Pratique d’Agriculture du Chesnoy als typische Bildungseinrichtung Frankreichs des 19. Jahrhunderts gegründet. Damit wurzelt sie im Bildungsverständnis von Napoleon Bonaparte, wie es am 11. Floréal des Jahres X (1. Mai 1802) gesetzlich verankert wurde, um „die Elite der Nation“ hervorzubringen. Gemäß seiner Aussage gehört das Lycee neben dem Code civil und der Ehrenlegion zu den „Masses de granit“ (häufig übersetzt als ‚die drei Granitblöcke‘), auf denen das Staatswesen ruht. In dieser Tradition der wichtigsten zentralen Bildungseinrichtungen steht die Ècole d’agriculture du Chesnoy bei ihrer Gründung auch deshalb, weil im Département Loiret, nämlich in Pothier, Orléans, bereits 1803 das erste Lycée errichtet wurde.
Ziel ist die Hinführung zu einer Art Bachelor-Abschluss, dem Bakkalaureus, als erstem akademischen Grad – und zwar in drei Disziplinen: Baccalauréat professionnel agroéquipement (landwirtschaftliche Produktion), baccalauréat scientifique (Agrarwissenschaft) und baccalauréat technologique agricole (landwirtschaftliche Technologie). Daneben werden zwei zweijährige Ausbildungsgänge für Brevet de technicien supérieur (BTS), Agrar-Equipment und Management des Landwirtschaftsbetriebes (betriebswirtschaftlicher Schwerpunkt) angeboten, sowie – einzigartig für vergleichbare Schulen – je eine Ausbildung zur Studienbefähigung auf einer veterinärmedizinischen Hochschule und einer landwirtschaftlichen Ingenieurschule.
Zu Beginn des 20. Jahrhunderts wurde Montargis zum Vorbild eines französisch-chinesischen Austauschprogramms, für mehrere Hundert junge chinesische Intellektuelle, von denen viele vor und nach der chinesischen, kommunistischen Revolution in die Elite Chinas aufstiegen. Ausgangspunkt hierfür war der Philanthrop, Agronom und Biologe Li Yuying, der als erster Austauschstudent aus dem kaiserlichen China nach Frankreich gekommen war und sich in Montargis auf sein Studium an der Pariser Universität Sorbonne vorbereitete. Für ihn wurde das französische Bildungssystem an einer der ältesten landwirtschaftlichen Schulen des Landes anschaulich und somit zum Vorbild für die von ihm 1912 gegründete Bewegung Movement Travail-Études. Dabei erhielten die jungen Intellektuellen neben einer industriellen Beschäftigung eine hochwertige, zum Teil wissenschaftliche Ausbildung. Für sie war dieses Prinzip nicht nur eine pragmatische Möglichkeit zur Finanzierung ihrer Ausbildung und ihres Aufenthalts, sondern verhalf ihnen rasch zu Einblicken in westliche Produktionsmethoden in Landwirtschaft bzw. Industrie und zur Adaption der französischen Bildungsmethoden.
In dieser Zeit wurde die enge Verzahnung der Universitäten, der beiden Eliteschulen und der zentral gesteuerten Lyceen Frankreichs zu einem Garant ständiger Innovationen in der Genetik, der angewandten Agrarwissenschaften und einer stetig weiter industrialisierten Lebensmittelproduktion. Bis heute, zu Beginn des 21. Jahrhunderts, fördert die lange Tradition und die integrierte Ausbildung der Agrartechnik immer wieder neue Technologien, wie anhand einer frühzeitig aufstrebenden Solartechnik besonders in Frankreichs ländlichen Gebieten erkennbar wird.
Infolge der französischen Modernisierungsgesetzgebung der Landwirtschaft von 1962 und der damit beabsichtigten Gleichstellung mit der nationalen Erziehungs- und Bildungspolitik wurden alle landwirtschaftlichen Bildungseinrichtungen dem Landwirtschaftsministerium untergeordnet. Dies führte dazu, dass in der Region von Montargis unter dem Begriff Le Chesnoy sukzessive mehrere landwirtschaftliche Bildungsstätten zusammengefasst wurden.

## Organisation
Unter Le Chesnoy verbergen sich heute insgesamt fünf im Raum Montargis befindlichen Einrichtungen:
- Lycée Agricole du Chesnoy in Amilly
- Lycée d’Enseignement Général et Technologique Agricole du site des Barres (Lycée des Barres, Lycée Agricole Les Barres mit dem Lycée Forestier et de l’Environnement, Lyzeum für Forst und Umwelt) in Nogent Sur Vernisson
- Lycée Professionnel Agricole de Beaune-la-Rolande (LPA Beaune La Rolande) in Beaune La Rolande
- Centre de Formation par Apprentissage Agricole du Loiret (Centre de Formation d’Apprentis de Bellegarde, CFA Bellegarde, Ausbildungszentrum für Gartenbau und Agrarwissenschaften) in Bellegarde
- Centre de formation professionnelle et de promotion agricoles (CFPPA du Chesnoy – Les Barres, Institut der Erwachsenenbildung, auf land- und forstwirtschaftliche Gerätschaften spezialisiert) in Amilly

## Ausbildungsgänge
Als Besonderheit bietet Le Chesnoy sowohl einen Ausbildungsgang zur Vorbereitung auf eine veterinärmedizinische Hochschule als auch auf eine landwirtschaftliche Ingenieurschule. Fast alle Schüler sind in dem angeschlossenen Internat untergebracht. Insbesondere auf seinen drei professionellen Spezialgebieten hat sich das Lyceums einen Namen gemacht:
- Landwirtschaftlicher Maschinenbetrieb
- Forstwirtschaftlicher Maschineneinsatz
- Management und Unternehmensführung